# 書寫障礙
書寫障礙，又稱失寫症，是一種以手寫字所產生的學習不利現象，跟閱讀能力或是智能障礙無關。書寫障礙者通常還是可以寫字，但是缺乏某些精細動作技巧，例如勝任綁鞋帶等任務有困難。有些人也缺乏基礎的拼音技巧，例如對於英文字母p、q、b、d，以及中文注音符號的辨識有困難。在書面上作文時經常會寫錯字。問題會在幼童時期逐漸接觸書寫時浮現，可能會出現不合適的字體大小跟空間配置，或者如果沒有提醒的狀況之下會寫錯或拼錯字。
通常這類的書寫障礙可能也會合併其他學習障礙，但不見得會有其他社交或是上課的問題。書寫障礙也可能在妥瑞氏症、動作協調能力喪失症、注意力不足過動症或是如亞斯柏格等自閉症候群發生。

## 定義
書寫障礙在美國《精神疾病診斷與統計手冊》（DSM）中定義為「所期望的書寫技巧……遠遠低於與其相對的……年紀、智力評估，同等年級教育」。

## 書寫障礙的種類
許多兒童可能會合併兩到三種類型：

### 閱讀書寫障礙
同步寫字很困難，謄寫相對正常，但是拼寫不好。手指敲擊速度正常，顯示出障礙並非來自於小腦的損傷。書寫障礙並不一定有閱讀障礙。（閱讀障礙不一定跟書寫障礙相關，但經常會一併產生。）

### 動作書寫障礙（Motor dysgraphia）
動作書寫困難是由於缺乏運動技巧，靈巧性差，肌肉張力差，或不明原因的動作笨拙，但沒有拼字問題。動作書寫困難另外可能更大的問題是動作失調。一般來說，即使看著另一個文件來複製，字跡還是會令人難以辨認。短篇的文字構成可以達成，但卻需要極端的努力和違反常理的時間來完成，而且無法持續書寫太久，但拼字能力正常。長篇寫作非常痛苦和不能持久。字體的形狀和尺寸變得越來越不一致，難以辨認。持拼寫能力弱。手指敲擊速度比正常的慢。這通常與動作協調能力喪失症是連帶性。

### 空間書寫障礙（Spatial dysgraphia）
對空間知覺有書寫障礙的人，對於同步書寫、與抄寫工作會有困難、但是對於一般的拼字和聽寫速度則表現正常。

## 書寫障礙的症狀
雖然兒童在的智力在平均範圍或甚至更高，通常比同儕需要花費更多時間完成作業，不願意或拒絕書寫的工作，寧願草寫也不願用正體字。
另外一種症狀包括字體極難辨認，字體異常傾斜、寫字順序、方向錯誤，又或數字／文字反轉、文字不完整、文字無法固定在頁面線框中、詭異的握持方式、字形大大小小、寫字時會自言自語、手臂和肩膀抽搐（有時是全身抽搐），肌肉無法區曲（有時是無法動作）等。有些患者的閱讀能力、口語表達沒有問題，只是書寫有困難，有時花很多時間、力氣也寫不完一段文字，即使純粹抄寫（「搬字過紙」）也出現問題。
更有許多書寫障礙者在書寫時會疼痛。此類疼痛經常是從前臂到神經系統延伸到全身。這種疼痛會因書寫的壓力而更加嚴重。一般沒有書寫障礙的人並無法理解，因為有書寫障礙者不太會去描述此類狀況，沒有陳述的原因包含以下幾種可能：
- 並不知道這種不尋常的寫字疼痛的原因為何。
- 即使他們知道跟別人寫作的經驗不同，也會覺得別人並不相信他們的感受。
- 那些不相信寫字會痛的人，會將這類疼痛歸類在肌肉疼痛或是抽筋引起，所以會被認為只是一件小事。
- 許多書寫障礙者到最後放棄書寫，只用打字，所以再也沒有感覺到這類疼痛。

另外一種狀況是，雖然沒有疼痛感，但會覺得好像是反覆舉重後的用力過度。即是看起來他們的手和手臂都很正常。父母應該注意孩子在學習握持餐具時，是否有不尋常的困難。

## 跟書寫障礙相關的問題

### 壓力
有些與書寫障礙本身沒有關連但也會發生在書寫障礙的症狀中，其中最常見的是壓力。有書寫障礙的兒童會因寫作（拼寫）任務感到挫折，而年幼的兒童可能會哭泣或拒絕完成書面作業。這種挫折可能會導致兒童很大的壓力，而且可能導致壓力有關的疾病。

### 注意力不足過動症及自閉症
注意力不足過動症（ADHD）及自閉症患者可能出現閱讀、書寫障礙跟其他學習失利狀況的比例很高。

### 中樞神經系統傷害
中樞神經系統傷害，如中風或腦外傷，會導致大腦區域受損，影響書寫所需的精細運動控制。

## 治療
對於書寫障礙的治療有很多方式，其中包括了治療精細動作來控制書寫的動作。或是針對受損的記憶力及其他神經問題治療。許多醫師建議書寫障礙者用電腦來免除手寫的困難。
職能治療可以考慮以加強肌肉，改善熟練度，和評估手眼協調。書寫障礙兒童也應該評估是否為兩手同利，它可能會延遲童年的精細動作技能。往往做一點小事就能夠幫助書寫障礙的學生，如允許他們使用用完善的書寫用具或允許他們提交打字工作，而不是要求他們一定要手寫。

## 對教師與家長的建議
- 使用較細的筆（三角鉛筆）促進有效的握持。粗鉛筆適用於某些類型的顫抖或腦性麻痺者。
- 在此類學生開始寫文章，讓他們從事準備活動，如編造，或說出他們想寫的內容。
- 使用有襯底線的紙張的引導文字的走向。
- 允許此類學生較多的時間來完成課堂的作業；否則他們無法受益於教學活動。
- 允許此類學生使用筆電或電腦做課業。
- 允許此類學生在錄音機口述；他本人或者是成年人可以在事後謄寫。這樣可以讓創意產生過程不會被執行的問題所打斷。
- 具有口語辨識系統的電腦會是一個很好的物品，但問題是要找一個安靜的地方用就比較困難。

## 延伸閱讀
- Costa, Vanessa; Fischer-Baum, Simon; Capasso, Rita; Miceli, Gabriele; Rapp, Brenda. . Cognitive Neuropsychology. 2011-07, 28 (5): 338-362. ISSN 0264-3294. PMC 3427759 . PMID 22248210. doi:10.1080/02643294.2011.648921 （英语）.
- Gergely, Katalin; Lakos, Renáta. . Orvosi Hetilap. 2013-02, 154 (6): 209-218. ISSN 0030-6002. PMID 23376688. doi:10.1556/OH.2013.29526 （匈牙利语）.
- Martins, Marielza Regina Ismael; Bastos, José Alexandre; Cecato, Angela Traldi; Araujo, Maria de Lourdes Souza; Magro, Rafael Ribeiro; Alaminos, Vinicios. . Jornal de Pediatria. 2013-01-01, 89 (1): 70-74  [2025-01-31]. ISSN 0021-7557. PMID 23544813. doi:10.1016/j.jped.2013.02.011. （原始内容存档于2024-06-13）.
- Purcell, Jeremy J.; Turkeltaub, Peter E.; Eden, Guinevere F.; Rapp, Brenda. . Frontiers in Psychology. 2011, 2: 239. ISSN 1664-1078. PMC 3190188 . PMID 22013427. doi:10.3389/fpsyg.2011.00239.

## 外部連結
- NINDS Dysgraphia Information Page （页面存档备份，存于）
- An Online Spelling Correction Resource Assisting Dysgraphia & Dyslexia （页面存档备份，存于）
- Dysgraphia （页面存档备份，存于）
- The National Center for Learning Disabilities
- Holistic Individualized Education （页面存档备份，存于）
- Dysgraphia Diagnosis and Therapy （页面存档备份，存于）

1. ↑  . www.39health.com.tw.   [2024-04-22]. （原始内容存档于2024-04-22） （中文（臺灣））.